# Avon (Colorado)
Avon és una població dels Estats Units a l'estat de Colorado. Segons el cens del 2000 tenia 5.561 habitants.

## Demografia
Segons el cens del 2000, Avon tenia 5.561 habitants, 1.890 habitatges, i 971 famílies. La densitat de població era de 268,7 habitants per km².
Dels 1.890 habitatges en un 27% hi vivien nens de menys de 18 anys, en un 39,4% hi vivien parelles casades, en un 5,9% dones solteres, i en un 48,6% no eren unitats familiars. En el 21,3% dels habitatges hi vivien persones soles l'1,1% de les quals corresponia a persones de 65 anys o més que vivien soles. El nombre mitjà de persones vivint en cada habitatge era de 2,81 i el nombre mitjà de persones que vivien en cada família era de 3,23.
Per edats la població es repartia de la següent manera: un 20,6% tenia menys de 18 anys, un 17,5% entre 18 i 24, un 47,1% entre 25 i 44, un 13,3% de 45 a 60 i un 1,4% 65 anys o més.
L'edat mediana era de 29 anys. Per cada 100 dones de 18 o més anys hi havia 144 homes.
La renda mediana per habitatge era de 56.921 $ i la renda mediana per família de 52.339 $. Els homes tenien una renda mediana de 33.053 $ mentre que les dones 30.703 $. La renda per capita de la població era de 30.115 $. Entorn del 7,1% de les famílies i el 13,9% de la població estaven per davall del llindar de pobresa.

## Poblacions més properes
El següent diagrama mostra les poblacions més properes.